# كأس سويسرا 1966–67
كأس سويسرا 1966–67 هو الموسم 42 من كأس سويسرا. أقيم خلال الفترة 11 سبتمبر 1966 وحتى 15 مايو 1967، وأشرف على تنظيمه اتحاد سويسرا لكرة القدم، وكان عدد الأندية المشاركة فيه 64، وفاز فيه نادي بازل.